# Рівер-Фоллс (Вісконсин)
Рівер-Фоллс (англ. River Falls) — місто (англ. city) в США, в округах Пієрс і Сент-Круа штату Вісконсин. Населення — 16 182 особи (2020).

## Географія
Рівер-Фоллс розташований за координатами 44°51′33″ пн. ш. 92°37′18″ зх. д. / 44.85917° пн. ш. 92.62167° зх. д. (44.859209, -92.621561).  За даними Бюро перепису населення США в 2010 році місто мало площу 17,10 км², з яких 16,89 км² — суходіл та 0,21 км² — водойми.

## Демографія
Згідно з переписом 2010 року, у місті мешкало 15 000 осіб у 5150 домогосподарствах у складі 2812 родин. Густота населення становила 877 осіб/км².  Було 5449 помешкань (319/км²).
Расовий склад населення:
| - 94,8 % — білих - 1,5 % — азіатів - 1,2 % — чорних або афроамериканців - 0,4 % — корінних американців |

До двох чи більше рас належало 1,6 %. Частка іспаномовних становила 1,8 % від усіх жителів.
За віковим діапазоном населення розподілялося таким чином: 17,2 % — особи молодші 18 років, 74,6 % — особи у віці 18—64 років, 8,2 % — особи у віці 65 років та старші. Медіана віку мешканця становила 24,2 року. На 100 осіб жіночої статі у місті припадало 87,8 чоловіків;  на 100 жінок у віці від 18 років та старших — 85,5 чоловіків також старших 18 років.
Середній дохід на одне домашнє господарство  становив 63 588 доларів США (медіана — 48 936), а середній дохід на одну сім'ю — 87 161 долар (медіана — 72 538). Медіана доходів становила 47 024 долари для чоловіків та 40 000 доларів для жінок. За межею бідності перебувало 20,7 % осіб, у тому числі 10,9 % дітей у віці до 18 років та 7,0 % осіб у віці 65 років та старших.
Цивільне працевлаштоване населення становило 8342 особи. Основні галузі зайнятості: освіта, охорона здоров'я та соціальна допомога — 28,5 %, роздрібна торгівля — 15,9 %, мистецтво, розваги та відпочинок — 12,9 %, виробництво — 11,6 %.

## Персоналії
- Анна Додж (1867-1945) — американська актриса німого кіно.